# Maksim Bielajew (piłkarz)
Maksim Aleksandrowicz Bielajew (ur. 30 września 1991 w Oziorach) – rosyjski piłkarz grający jako obrońca.

## Kariera piłkarska
Wychowanek Lokomotiwu Moskwa. W Priemjer-Lidze zadebiutował w wieku 18 lat w meczu z Amkarem Perm. Był wypożyczany do Dinama Briańsk, Torpedo Władimir i FK Rostów.
W latach 2012–2013 występował w młodzieżowej reprezentacji Rosji, z którą pojechał na Mistrzostwa Europy U-21 w 2013. Był też powoływany do kadry na Uniwersjadę, jednak w tym turnieju nie wziął udziału.